# Данбар (Пенсилванија)
Данбар (енгл. Dunbar) град је у америчкој савезној држави Пенсилванија.

## Демографија
По попису из 2010. године број становника је 1.042, што је 177 (-14,5%) становника мање него 2000. године.
| Група             | 2000.         | 2010.         |
| Белци             | 1.210 (99,3%) | 1.018 (97,7%) |
| Афроамериканци    | 5 (0,4%)      | 6 (0,6%)      |
| Азијати           | 1 (0,1%)      | 3 (0,3%)      |
| Хиспаноамериканци | 0 (0,0%)      | 9 (0,9%)      |
| Укупно            | 1.219         | 1.042         |